# Armenische Brombeere

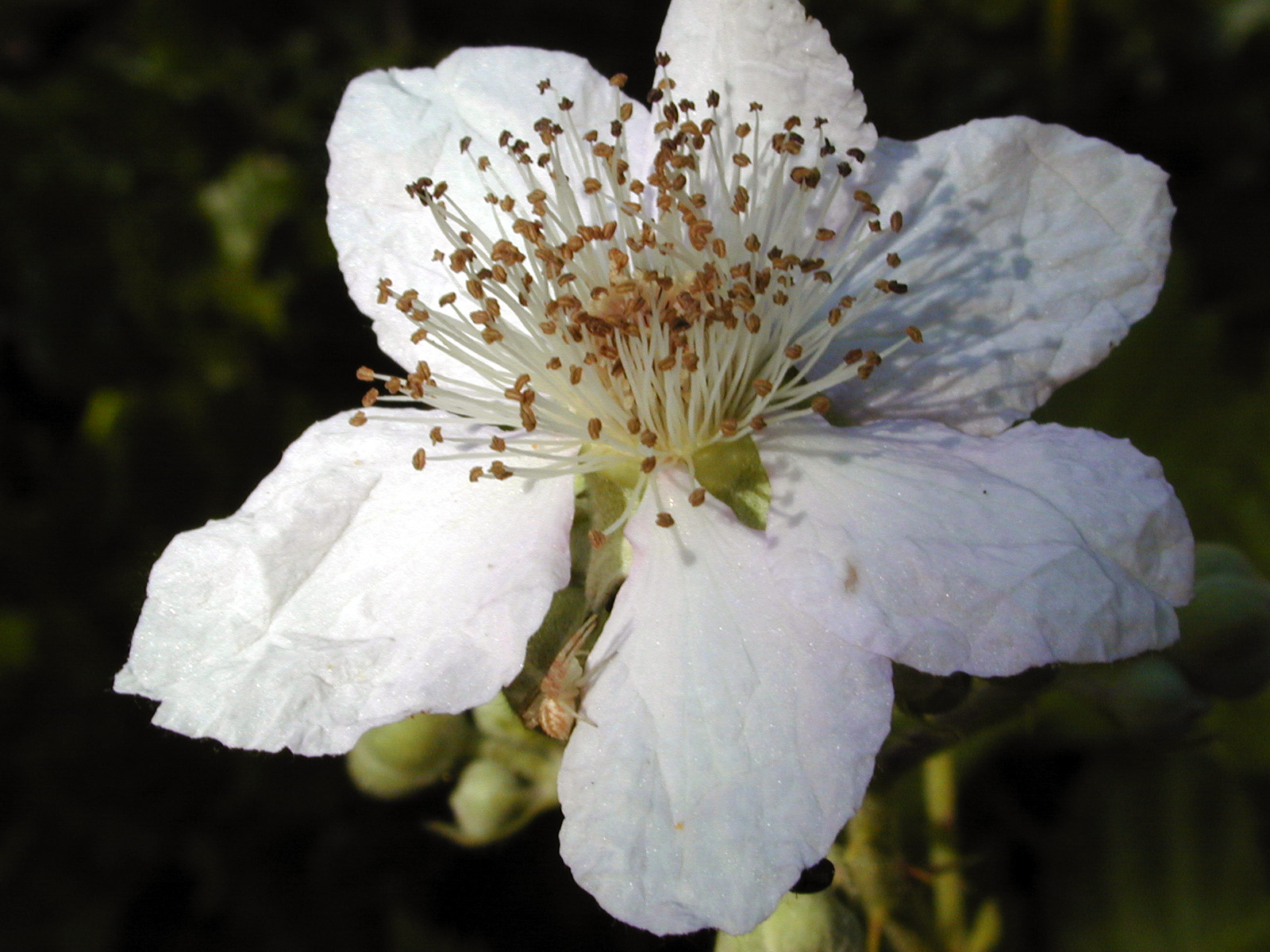
Blüten der Armenischen Brombeere (San Francisco Bay Area)

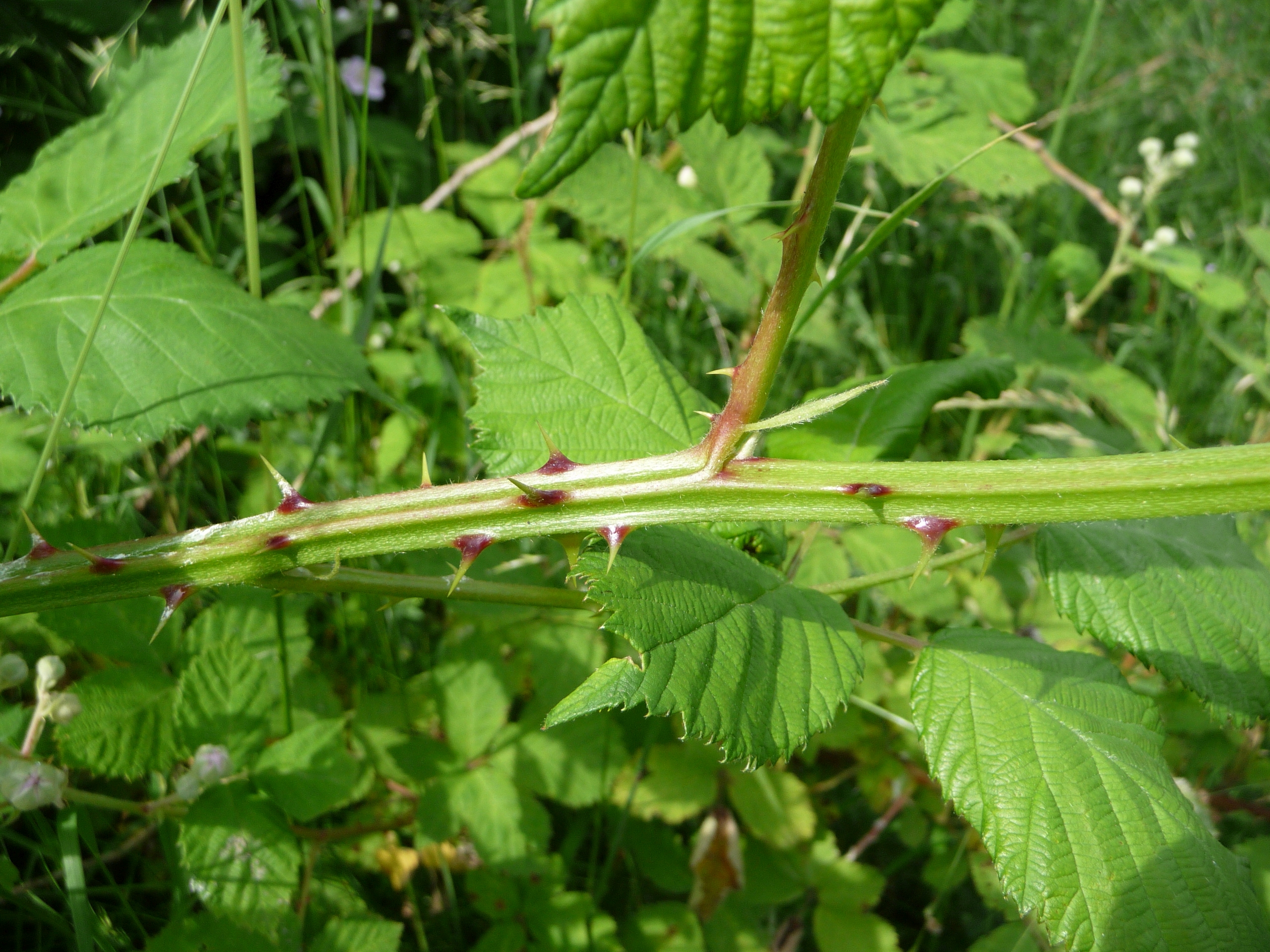
Kantiger, gefurchter Trieb mit rot gefärbten Stachelbasen

Die Armenische Brombeere, auch Gartenbrombeere (wiss. Name Rubus armeniacus), ist eine Pflanzenart der Brombeeren (Gattung Rubus, Sektion Rubus). Die Art wird, in mehreren Sorten, gern im Garten angebaut und ist eine wichtige Quelle für schmackhafte Brombeeren. Ihr natürliches Verbreitungsgebiet ist unklar, höchstwahrscheinlich die Kaukasusregion. Heute wird sie in zahlreichen Regionen als invasiver Neophyt betrachtet. Die Art gehört in vielen Teilen Europas und Nordamerikas zu den häufigsten wildwachsenden Brombeerarten.

## Beschreibung
Rubus armeniacus ist, wie alle Brombeeren, ein ausdauernder Scheinstrauch mit zweijährigen Sprossen („Ranken“), die vom ausdauernden Wurzelsystem hervorgebracht werden. Wie typisch für die Brombeeren verholzen die Triebe (Schösslinge) im ersten Jahr und überwintern. Blüten werden erst im zweiten Jahr an verzweigten Seitentrieben gebildet, danach stirbt der gesamte Spross ab. Die stark verzweigten Schößlinge der Art sind hochbogig (in Mitteleuropa die größte Brombeerart), sie können als Spreizklimmer bis in fünf Meter Höhe an anderen Gehölzen emporranken. Frei wachsen sie bogenförmig und können sich an der Spitze bei Erdkontakt bewurzeln und so vegetativ ausbreiten. Sie sind kantig mit rinnig vertieften, seltener flachen Seiten, glänzend und erreichen 8 bis 25 Millimeter Durchmesser. Sie sind zunächst grün gefärbt, oft mit roten Stachelbasen, und können bei Belichtung teilweise entlang der Kanten oder ganz nach weinrot umfärben. Anfangs sind sie zerstreut behaart, später fast kahl. Die kräftigen Stacheln sind untereinander gleich gestaltet, es treten pro 5 Zentimeter Sprossabschnitt etwa vier bis acht davon auf. Sie besitzen eine breite Basis und sind allmählich verschmälert, abstehend und etwas geneigt; ihre Länge beträgt 6 bis 7 (-11) Millimeter.
Die Laubblätter sind fünfzählig handförmig in einzelne Blättchen geteilt und auffallend zweifarbig; die Oberseite matt dunkelgrün, die Unterseite durch angedrückte Behaarung (mit unauffälligen abstehenden längeren Haaren) weiß bis weißgrau filzig. Ihr Endblättchen ist lang gestielt, es ist breit verkehrt-eiförmig bis elliptisch oder rundlich, mit gestutztem oder etwas herzförmigem Grund und am Apex mit lang ausgezogener, etwas abgesetzter Spitze. Ihr Rand ist grob und etwas unregelmäßig gezähnt. Die unteren Blättchen sind nur 3 bis 6 mm lang gestielt. Der Blattstiel ist etwa genauso lang wie die untersten Blättchen, er ist zerstreut behaart und bestachelt. Die Nebenblätter sind schmal linealisch. Die Blätter sind wintergrün, sie überwintern und fallen im Frühjahr, mit dem Austrieb der frischen Blätter, ab.
Der Blütenstand ist umfangreich und stark verzweigt, von abgestumpft pyramidenförmigem Umriss. Er ist außen unbeblättert, die Laubblätter beginnen etwa 5 bis 10 Zentimeter unterhalb der Spitze, sie sind drei- bis fünfteilig und deutlich kleiner als die Blätter der vegetativen Bogentriebe. Seine Achse ist kantig, angedrückt filzig und zusätzlich abstehend behaart, mit wenigen Drüsenhaaren. Die Blütenstiele der Einzelblüten erreichen 7 bis 14 mm Länge, sie sind mit kleinen Stacheln (bis 2,5 mm lang) bestachelt. Der zurückgeschlagene Kelch ist graufilzig behaart und drüsig. Die Kronblätter sind blass rosa gefärbt, sie sind breit elliptisch und mit 14 bis 20 Millimeter Länge recht groß. Die zahlreichen Staubblätter sind merklich länger als die blassrosa gefärbten Griffel, ihre Staubfäden sind schwach behaart. Die Früchte (die typische Sammelsteinfrucht der Brombeeren) sind unreif rot, reif blauschwarz gefärbt. Sie sind groß und wohlschmeckend.
Blütezeit der Art ist von Juni bis Juli. Die Art ist, wie die meisten apomiktischen Brombeersippen, tetraploid mit Chromosomenzahl 2n=28.

## Ursprüngliche Verbreitung
Das ursprüngliche Verbreitungsgebiet der Art ist unklar. Die Armenische Brombeere wurde von Focke nach Pflanzen aus dem Hamburger Gartenhandel beschrieben, deren Herkunft von Focke als „Armenien und die Kaukasusländer“ angegeben worden ist. Es liegen aber keinerlei dokumentierte Wildvorkommen in der (unzureichend erforschten) Brombeerflora Armeniens und des Kaukasus vor. Yuzepcuk vermutete in der Flora der Sowjetunion eine nähere Verwandtschaft mit Rubus ibericus aus der Gegend von Tiflis in Georgien, was aber von dem Brombeer-Experten Heinrich Weber als unwahrscheinlich zurückgewiesen wurde. Nach den bisher vorliegenden genetischen Daten ist eine Herkunft aus der Kaukasusregion, die nie ernsthaft bestritten worden ist, sehr wahrscheinlich. Näheres zum Wildvorkommen ist nicht bekannt, auch immer wieder irrtümlich angegebene Funde aus dem Iran sind unbelegt.

## Ausbreitung als invasiver Neophyt

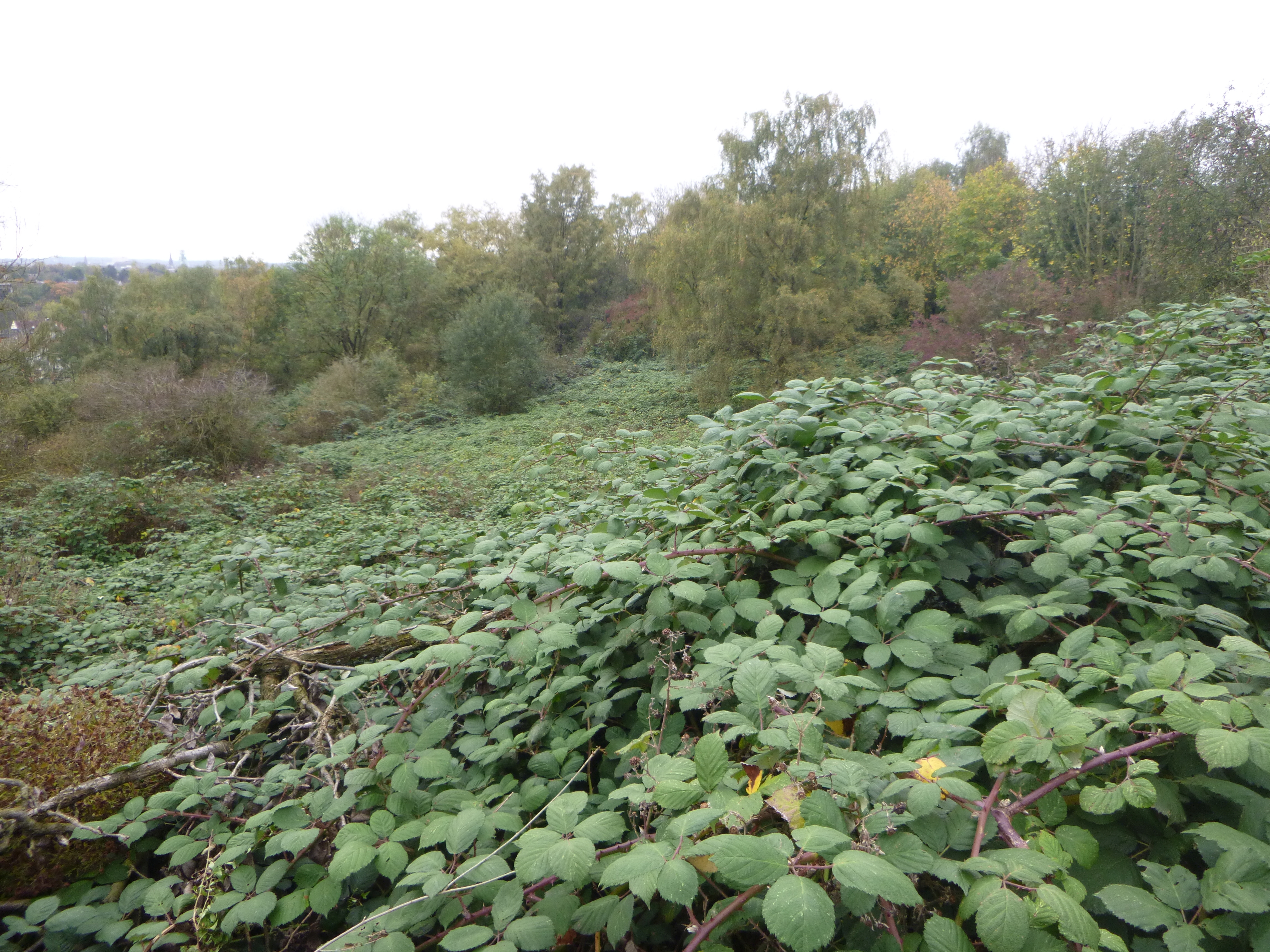
Massenbestand der Armenischen Brombeere im Ruhrgebiet

Die Art tauchte zuerst 1837 in den Boothschen Baumschulen in Klein Flottbek, Hamburg-Altona auf, wo sie als Gartenpflanze verkauft wurde. Aufgrund ihrer Beliebtheit bei Gartenbesitzern wurde sie als Kulturpflanze schnell weit verbreitet. Als verwilderte Pflanze wurde sie danach längere Zeit kaum beachtet, was auch daran liegt, dass die Brombeeren aufgrund der Formenfülle und der lange Zeit verworrenen Taxonomie von Floristen wenig beachtet wurden. Die Art wird noch 1985 für Westfalen als „zerstreut verwildert“ angegeben, war aber 2008 im selben Gebiet „in starker Ausbreitung“ und weitaus häufiger. Im rheinisch-westfälischen Industrierevier, in dem die Ausbreitung der Art seit 2000 dokumentiert ist, ist es heute die häufigste wildwachsende Brombeerart. Die Art kann aufgrund ihrer Wuchshöhe andere Brombeerarten überwachsen und so verdrängen. Dabei kommt es auch auf Naturschutzflächen manchmal zu Massenbeständen. Die Art ist aufgrund ihrer eingeschränkten Frosthärte im Flachland, besonders im Westen Deutschlands, weitaus häufiger als im Südosten, tritt aber inzwischen hier überall auf. In der Schweiz ist die Armenische Brombeere als Art der „Schwarzen Liste der invasiven Neophyten“ als unerwünschte invasive Art gelistet. Es wird vermutet, dass sie im ganzen Land verbreitet ist, tatsächliche Nachweise liegen aber nur aus wenigen dicht besiedelten Regionen vor. Die Art ist in Nordost-Frankreich weit verbreitet, aber hier noch klar auf synanthrope Standorte und die Ufer von Flüssen, beschränkt, sie gilt hier derzeit als unproblematisch.
Nach Südosten hin wird die Armenische Brombeere in Europa seltener. So tritt sie in Tschechien nur vereinzelt, in Elbnähe auf. In Ungarn wurde das erste Vorkommen 1999 bemerkt, die Art hat sich seitdem im Nordosten des Landes aber ausgebreitet, 2014 waren schon über 100 Vorkommen bekannt. Auf der Balkanhalbinsel ist ein Fund 2014 in Bosnien und Herzegowina der erste Nachweis überhaupt. Sie dringt weiter als andere Brombeerarten auch in klimatische Trockengebiete vor.
Die Art wurde im Jahr 2018 erstmals auch verwildert in Südafrika gefunden, wird hier aber nicht als invasive Art eingeschätzt.

### Ausbreitung in Nordamerika
In Nordamerika, wo die Art unter dem (irreführenden) Namen „Himalayan blackberry“ bekannt ist, sind verwilderte europäische Brombeeren in vielen Regionen als invasive Neophyten gefürchtet. Die Verbreitung der Art ist aufgrund taxonomischer Probleme nur provisorisch anzugeben. Sie wurde hier, wie auch in Europa (hier Åke Gustafsson folgend) oft mit der ähnlichen Rubus praecox (syn. Rubus procerus) oder mit Rubus discolor verwechselt und ist in vielen Floren unter diesen Namen aufgeführt. Später zeigte sich dann, dass die verbreiteten verwilderten Brombeeren Nordamerikas in Wirklichkeit nicht eine, sondern zwei Arten repräsentieren; die zweite sehr ähnliche Art ist hier die (aus England stammende) Rubus anglocandicans A. Newton. Diese Art ist auch in Australien sehr häufig verwildert, wo Rubus armeniacus auffallenderweise völlig fehlt. Europäische Brombeeren (Rubus armeniacus und/oder Rubus anglocandicans) bilden in den Westküsten-Staaten Kalifornien, Oregon und Washington der USA und in British Columbia (Kanada), wie in Europa, ausgedehnte Dickichte, die auch natürliche Vegetation verdrängen können, darüber hinaus sind sie in zahlreichen weiteren Bundesstaaten verbreitet. Sie können die Verjüngung lichtbedürftiger Waldbaumarten ernsthaft behindern und den Ertrag von Weideland schmälern. Die Dickichte erhöhen außerdem die Brandgefahr. Als Wirt des Bakteriums Xylella fastidiosa, Erreger der Pierce-Krankheit, stellen sie eine Gefahr für den kalifornischen Weinbau dar. Die Art gedeiht in den westlichen USA bis in 1500 Meter Meereshöhe und steigt damit hier weitaus höher als in Europa.

## Ökologie und Standort
Die Art bevorzugt nährstoffreiche Standorte, sie ist wärmeliebend und etwas frostempfindlich. Sie kommt auf sandigen und basenreichen Böden gleichermaßen vor. In den größten Teilen ihres Verbreitungsgebiets bevorzugt sie vom Menschen geschaffene (synanthrope) Standorte, bevorzugt innerhalb von Städten und Siedlungen und entlang von Bahndämmen. Sie kann aber auch weit davon entfernt im Freiland auftreten und dringt auch in natürliche Wälder ein, wo sie die Verjüngung behindern kann. Insgesamt bevorzugt die Art aber offene Standorte oder Waldränder, sie kommt nur in sehr lichten Wäldern im Unterwuchs vor. Aufgrund der Herkunft als Gartenpflanze finden sich viele verwilderte Vorkommen in der Nähe von Kleingärten.
Die Art wird, über die Früchte, durch Vögel verbreitet. Wichtiger ist aber meist die Verschleppung durch den Menschen, zum Beispiel mit Gartenabfällen. Einmal etabliert, können Gebüsche sich jahrzehntelang halten, sie breiten sich dann vegetativ über bewurzelnde Bogentriebe aus. Die Art übersteht eine einmalige Mahd ohne Weiteres, sie kann sich, über abgeschnittene Sprossstücke, die bewurzeln, durch fehlgeleitete Bekämpfungsmaßnahmen sogar weiter ausbreiten.

## Verwendung

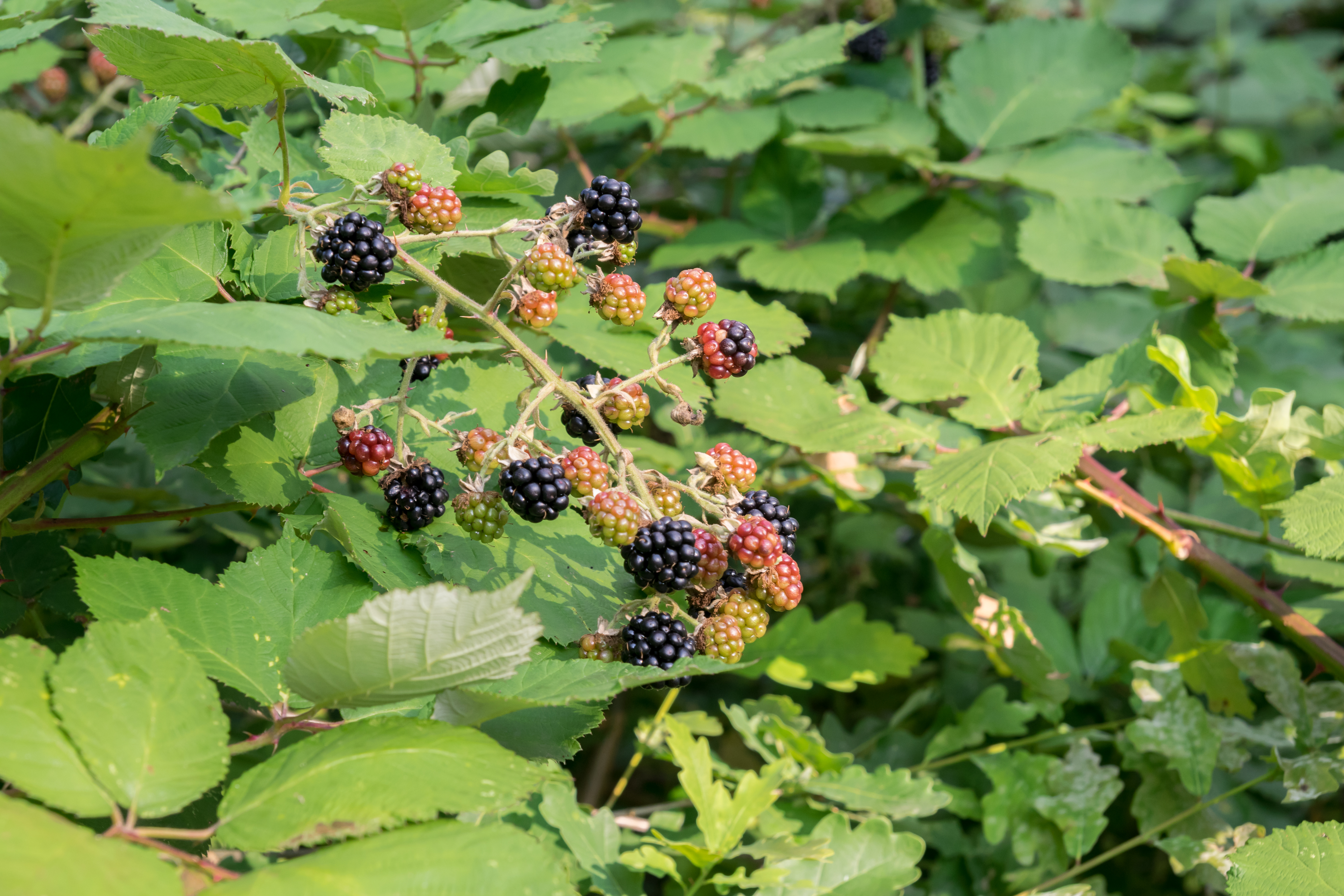
Laub und Fruchtstand der Armenischen Brombeere

Die Art ist aufgrund der großen, wohlschmeckenden Früchte eine beliebte Gartenpflanze. Verbreitet sind etwa die Sorten „Theodor Reimers“ und „Himalaya“. Zahlreiche kultivierte Brombeersorten gehen auf Hybride unter Beteiligung der Armenischen Brombeere zurück, darunter die in den USA sehr beliebte „Marionberry“.

## Bekämpfung
Die Armenische Brombeere wird in Europa nur selten als invasive Art bekämpft. In den USA wird darauf hingewiesen, dass weder Abschneiden noch Brennen oder das Einziehen künstlicher Barrieren aus Plastik die Art eindämmen können. Empfohlen wird das Ausgraben der unterirdischen Kriechtriebe oder Herbizidbehandlung.

## Taxonomie und Systematik
Die Armenische Brombeere wurde, als Rubus armeniacus im Jahr 1874 von dem Bremer Botaniker Wilhelm Olbers Focke erstbeschrieben. Synonyme sind Rubus hedycarpus subsp. armeniacus (Focke) Focke, Rubus macrostemon forma armeniacus (Focke) Spribille, Rubus procerus var. armeniacus (Focke) Ade, Rubus hedycarpus subsp. armeniacus (Focke) Focke, Rubus procerus sensu auct. mult. non P. J. Müller ex Boulay. Die Art wird in der Gattung Rubus in die Untergattung Rubus, Sektion Rubus, Subsektion Hiemales, Serie Discolores einsortiert, die etwa 80 beschriebene Arten aus Europa und dem Kaukasus umfasst.